# Thomas de Bourlémont
Thomas de Bourlémont est le cinquante-neuvième évêque de Toul, de 1330 à 1353.

## Biographie
Charles Cawley le dit fils de Jean Solhadino (ou Jean Saladin) d´Anglure et de son épouse Jeanne de Bourlemont, mais comme ces derniers se sont mariés en 1400, la filiation est chronologiquement impossible. Il est en fait fils de Joffroy de Brixey, seigneur de Bourlémont et de Sibylle de Saulxures. Par son aïeule paternelle Félicité de Joinville, il est arrière-petit-fils de Geoffroy IV, sire de Joinville. Son arrière-grand-père Simon de Brixey est un cousin germain de Pierre de Brixey, qui fut évêque de Toul de 1165 à 1192.
Il est élevé à la cour du duc de Lorraine auprès de Ferry, héritier du duc. Il se destine à une carrière ecclésiastique, entre au séminaire de Toul, reçoit un archidiaconé de Jean d'Arzillières, devient doyen de la cathédrale de Verdun, puis est élu évêque de Toul le 20 mai 1330. 

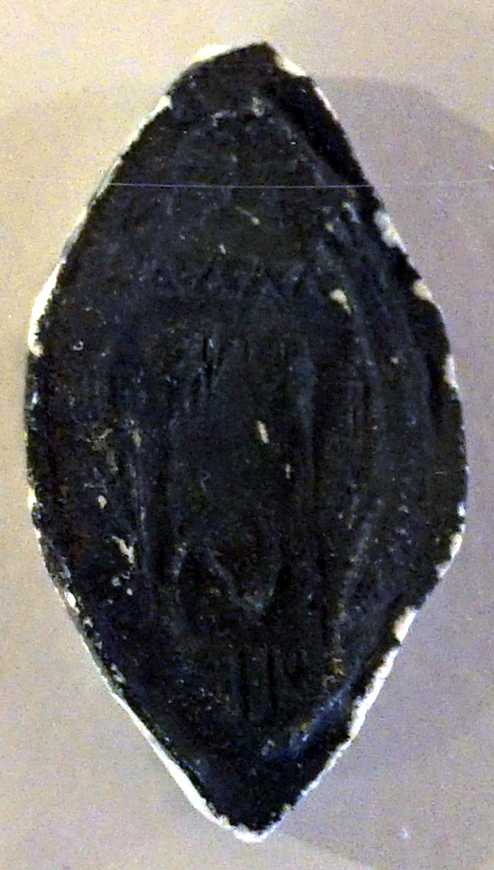
Son sceau.

Afin d'harmoniser la justice dans son diocèse, il publia un règlement qui fut longtemps le seul code pénal du Toulois. Malgré son désir de vivre en paix avec les bourgeois de Toul, son épiscopat fut orageux et les luttes entre les bourgeois et les chanoines reprirent. Deux vassaux du diocèse, Érard de Telot et Pons d'Aceignes, se révoltèrent et brûlèrent le château de Mézières, possession de l'évêque, et Thomas prit la tête de ses troupes pour mater ses deux seigneurs. Indisciplinés, les soldats en profitèrent pour piller des villages appartenant au duché de Lorraine, et Thomas faillit se brouiller avec la duchesse-régente Élisabeth d'Autriche et dut lui verser des indemnités. En 1337, Philippe VI de Valois, roi de France chargea Thomas de négocier la réunion de Vaucouleurs au domaine royal, ce qu'il fit avec succès. Mais il se brouilla ensuite avec le roi qui le fit emprisonner pendant quelque temps.
En 1340 des heurts troublèrent la ville et obligèrent les chanoines à fuir, et seule l'intervention du pape fit revenir la paix. Une révolte en 1342 obligea l'évêque et les chanoines à fuir, mais la nouvelle municipalité sombra dans l'anarchie et l'évêque put reprendre la ville, mais pour peu de temps, car la révolte reprit. Thomas se réfugie à Nancy, mais se brouille avec le duc Raoul, qui lui enlève Liverdun. Ayant repris le château avec l'aide du comte de Bar, il conclut une nouvelle alliance avec Raoul, et finit par attirer l'animosité des deux féodaux. D'autres conflits survinrent, qui désolèrent le Toulois et ruinèrent le pouvoir temporel de l'évêque.